# Алехандра Ороско
Алехандра Ороско  (ісп. Alejandra Orozco, 19 квітня 1997) — мексиканська стрибунка у воду, олімпійська медалістка.

## Виступи на Олімпіадах
| Олімпіада           | Дисципліна                  | Місце |
| ------------------- | --------------------------- | ----- |
| Лондон 2012         | синхронна вишка, 10 метрів] | 2     |
| Ріо-де-Жанейро 2016 | вишка, 10 метрів            | 20    |
| Ріо-де-Жанейро 2016 | синхронна вишка, 10 метрів  | 6     |
| Токіо 2020          | синхронна вишка, 10 метрів  | 3     |